# Herbert Maisch
Herbert Karl Adolf Maisch (* 10. Dezember 1890 in Nürtingen; † 10. Oktober 1974 in Köln) war ein deutscher Theaterintendant, Bühnen- und Filmregisseur.

## Leben
Herbert Maisch war Sohn eines Oberjustizrats. Er war von 1901 bis 1910 Zögling der Kadettenanstalten in Karlsruhe und Groß-Lichterfelde. Im März 1910 trat er als Fähnrich in das Infanterie-Regiment „Kaiser Wilhelm, König von Preußen“ (2. Württembergisches) Nr. 120 der Württembergischen Armee ein. Im Ersten Weltkrieg war er als Infanterieoffizier an der Front, wurde viermal verwundet und verlor den rechten Arm. Zuletzt diente er als Hauptmann im Generalstab der 228. Infanterie-Division. Für seine Leistungen hatte er neben beiden Klassen des Eisernen Kreuzes am 20. Februar 1917 auch das Ritterkreuz des Militärverdienstordens erhalten.
Nach dem Krieg wandte er sich der Bühne zu und war nach einem Volontariat beim Stadttheater Ulm ab 1920 Regisseur am Staatstheater in Stuttgart. Gleichzeitig studierte er an der Technischen Hochschule. Von 1924 bis 1933 leitete er als Intendant die Württembergische Volksbühne, das Theater Koblenz, das Erfurter Stadttheater (1928–30), das Nationaltheater Mannheim (1930–33), wo er Willy Birgel zum Star des Hauses machte, und das Preußische Theater der Jugend in Berlin.
Nach seiner politisch bedingten Entlassung wandte Maisch sich dem Film zu und assistierte 1934 Regisseur Frank Wysbar bei dem von der Terra Film in der Schweiz produzierten Literaturverfilmung Hermine und die sieben Aufrechten mit Heinrich George und Karin Hardt in den Hauptrollen. Eigene Regiearbeiten folgten: Für die Berliner F. D. F. inszenierte er 1935 das Dreiecksdrama Liebeserwachen und für die Ufa den Wiener Kostümfilm Königswalzer. Es folgten bis Kriegsende 13 weitere Filme, darunter auch nationalsozialistische Propagandafilme wie das antikommunistische Brüderdrama Starke Herzen (1937/53), der Weltkriegsfilm Menschen ohne Vaterland (1936/37), der Kriegsfliegerfilm  III 88 (1939) und das anti-britische Burendrama Ohm Krüger (1941, Co-Regie mit Hans Steinhoff).
Nach dem Zweiten Weltkrieg kehrte Herbert Maisch zur Theaterarbeit zurück. Von 1947 bis 1959 leitete er als Generalintendant die Bühnen der Stadt Köln. Im Jahr 1970 veröffentlichte er seine Memoiren unter dem Titel Helm ab – Vorhang auf.

## Filmografie
Wenn nicht anders angegeben, als Regisseur:
- 1934: Hermine und die sieben Aufrechten/Das Fähnlein der sieben Aufrechten (Frank Wysbar, Heinz Paul) – Regie-Assistenz
- 1934: Der Springer von Pontresina (Regie-Assistenz)
- 1935: Ein idealer Gatte – Regie-Assistenz
- 1935: Königswalzer
- 1936: Liebeserwachen (1935/36)
- 1936: Boccaccio
- 1937: Menschen ohne Vaterland – auch Drehbuch
- 1937/53: Starke Herzen
- 1938: Frau Sylvelin
- 1938: Andalusische Nächte
- 1938: Nanon
- 1939: D III 88
- 1940: Friedrich Schiller – Der Triumph eines Genies
- 1941: Ohm Krüger
- 1942: Andreas Schlüter – auch Drehbuch
- 1944: Die Zaubergeige (1943/44)
- 1944: Musik in Salzburg
- 1958: Das gab’s nur einmal (Kompilationsfilm) – Darsteller

Manche Filmografien geben fälschlicherweise eine Verfilmung von Schillers Stück Die Räuber aus dem Jahre 1940 an. Gemeint ist damit aber der Film Friedrich Schiller – Der Triumph eines Genies, in dem die Entstehung des Stückes und seine Uraufführung eine wesentliche Rolle spielen.

## Auszeichnungen
- 1954: Schillerplakette der Stadt Mannheim
- 1957: Großes Verdienstkreuz des Verdienstordens der Bundesrepublik Deutschland
- 1961: Ehrenmitgliedschaft des Nationaltheaters Mannheim
- 1961: Ehrenmitgliedschaft der Bühnen der Stadt Köln
- 1970: Ehrenring der Stadt Mannheim

## Autobiografie
- Herbert Maisch: Helm ab – Vorhang auf. Siebzig Jahre eines ungewöhnlichen Lebens. Verlag Lechte, Emsdetten 1968.